# 湯けむり受胎旅行連続殺人
『湯けむり受胎旅行連続殺人』（ゆけむりじゅたいりょこうれんぞくさつじん）は、1995年から1998年までテレビ朝日系「土曜ワイド劇場」で放送されたテレビドラマシリーズ。全4回。主演は片平なぎさ。
タイトルは『北海道子づくり旅行殺人事件』（第1作） → 『オーストラリア子づくり旅行殺人事件』（第2作） → 『湯けむり受胎旅行連続殺人』（第3作・第4作）
子宝に恵まれない夫婦が子作りのために温泉地を旅行すると殺人事件が起こる。

## キャスト

### 桐野家
桐野杏子
演 - 片平なぎさ
卓也の妻で結婚して7年（第1作）。子供が出来ずに悩んでいて、和代から孫の顔が見たいと毎日プレッシャーをかけられている。推理小説が好き。
桐野卓也
演 - 松村雄基
杏子の3歳年下の夫。創徳門学院横浜校の教師。
桐野和代
演 - 野村昭子
卓也の母で同居している。

### ゲスト
第1作「北海道子づくり旅行殺人事件」（1995年）
- 八代里香（泰造の愛人） - 中島宏海
- 天城健介（天城総合病院 医師・卓也のバイク仲間） - 円谷浩
- 天城一二美（健介の妻） - 長田江身子
- 若宮薫（靖枝の甥） - 宇梶剛士
- ホテル従業員 - 浅沼晋平
- 芦別中央警察署 刑事 - 安尾正人
- 東村達男（天城総合病院 副院長） - 中丸新将
- 平岡（北海道警本部捜査一課 警部） - 大門正明
- 天城泰造（天城総合病院 院長・健介の父） - 北村総一朗
- 天城靖枝（泰造の妻） - 松原智恵子
- 高市好行、山下有紀

第2作「オーストラリア子づくり旅行殺人事件」（1996年）
- 橋倉晃子（橋倉の妻） - 大沢逸美
- 松本正敏（卓也の教え子） - 榊原利彦
- 長井修（正敏の会社の社長） - 中島久之
- 山中（刑事） - 中丸新将
- メリサ・クロフォード（正敏の結婚相手） - イザベル・イーヴス
- 藤木武史（探偵） - 磯村憲司
- 松本信子（正敏の母） - 中原早苗
- 橋倉大三（長井の友人） - 平泉成
- 長井加奈子（長井の妻） - 可愛かずみ
- テリー・オラーフリン、山本健翔、池沢雄樹

第3作「湯けむり受胎旅行連続殺人」（1997年）
- 景山悠子（別府東大学 教授） - 杜けあき
- 杉本（大分県警 警部） - 田山涼成
- 真木義弘（創徳門学院神戸校 校長・恵美子の夫） - 遠藤憲一
- 吉沢直美（創徳門学院 生徒） - 今井まなみ
- 橋本道久（創徳門学院横浜校 教頭） - 伊藤高
- 森下（創徳門学院横浜校 校長） - 庄司永建
- ウノ（神奈川県警 刑事） - 中根徹
- 秋山（一の宮警察署 刑事） - 河野靖
- 岸川（杵築警察署 刑事） - 山田アキラ
- 真木恵美子（創徳門学院神戸校 教師・理事長の娘） - 北原佐和子
- 小松真一郎（創徳門学院東京校 校長） - 本田博太郎
- ばってんジョージ、小川純、西嶋龍一郎、横山光子、ばってんれん子、鳥羽瀬裕子

第4作「湯けむり受胎旅行連続殺人」（1998年）
- 須貝瞳（河島の恋人） - 林美穂
- 河島正夫（ホテルのコック・卓也の教え子） - 西川弘志
- 沼田栄次（河島の修業時代の恩師） - 井上高志
- 沼田玲子（沼田の妻） - 清水ひとみ
- 牧野喜助 - 左右田一平
- 笹木久枝（20年前に赤ん坊を捨てた母親） - 一柳みる
- 滝本亮一（沼田の店の元従業員） - 松永博史
- 教会のシスター - 伊吹友木子
- 甲南病院 院長 - 須永克彦
- 沼田のマンションの隣人 - 宮田圭子
- 玲子の知人 - 宮本毬子
- 沼田の知人 - 中嶋俊一
- 看護婦 - 和泉ちぬ
- 医師 - 伊藤和晃
- 神戸日報社会部 記者 - 辻つとむ
- 看護婦 - 桜林美和
- 高岩（和歌山県警 警部） - 渡辺哲
- 須貝志津子（瞳の母） - 山口果林
- 多賀勝一、沢田里沙、中村廣子、石井良子、中村英哉、南田是也、山下悦郎、岡崎玲奈、松井龍二、西岡ちあき、新山智子、内野麻衣子、日和佐裕子、仲村あんり

## スタッフ
- 脚本 - 渡辺善則、今井詔二、井川公彦、坂田義和
- 監督 - 山口和彦、中野昌宏、吉田啓一郎
- プロデューサー - 中嶋等（松竹）、小関明（テレビ朝日 / 第2作）、大井素宏（テレビ朝日 / 第3作・第4作）
- 制作 - テレビ朝日、松竹

## 放送日程
| 話数 | 放送日         | タイトル/サブタイトル                                                                      | 脚本     | 監督       |
| ---- | -------------- | ------------------------------------------------------------------------------------------ | -------- | ---------- |
| 1    | 1995年09月02日 | 北海道子づくり旅行殺人事件 ラベンダー畑を死体が歩いた?!                                    | 渡辺善則 | 山口和彦   |
| 2    | 1996年08月03日 | オーストラリア子づくり旅行殺人事件 南十字星が見た完全犯罪!! 豪華リゾートの結婚式が狙われた | 今井詔二 | 中野昌宏   |
| 3    | 1997年10月18日 | 湯けむり受胎旅行連続殺人 別府〜阿蘇〜天草 謎の子守歌が死を誘う！                           | 井川公彦 | 吉田啓一郎 |
| 4    | 1998年08月22日 | 湯けむり受胎旅行連続殺人 喪服を着て死んだ女！イタリア料理は殺しの招待状!?                  | 坂田義和 | 吉田啓一郎 |